# Glottiphyllum suave
Glottiphyllum suave és una espècie de planta suculenta, de la família de les aïzoàcies (Aizoaceae). És autòctona de les zones àrides del Petit Karoo occidental, al Cap Occidental, Sud-àfrica.

## Descripció
Glottiphyllum suave és una suculenta perennifòlia que fa fins a 5 cm d'alçada. Cada punt de creixement té un petit nombre de fulles compactes i carnoses, en dues fileres paral·leles i oposades (disposició de fulles dístiques). Les fulles d'aquesta espècie són gruixudes, ovalades o arrodonides-el·líptiques, i acaben en una "barbeta" lleugerament encorbada. Les fulles també tenen marges clars i una coberta cerosa pàl·lida que es pot treure fàcilment. Aquesta capa cerosa blanca dona a les fulles un to lleugerament blau grisenc. És probable que sigui una adaptació a la preferència d'hàbitat d'aquesta planta per a posicions exposades a plena llum solar. La càpsula de llavors es desintegra i cau de la planta poc després d'haver alliberat les seves llavors. Les llavors tenen papil·les llargues i de la mateixa mida.

## Distribució i hàbitat
G. suave és autòcton del Petit Karoo occidental, a l'oest de Ladismith, a la província sud-africana del Cap Occidental.
En el seu hàbitat creix entre els 800 fins als 1100 m La seva àrea de distribució s'estén des de la zona d'Anysberg a l'oest fins a l'est fins a prop de Vanwyksdorp. En aquesta regió, sol créixer exposat, a ple sol. En gran part de la seva àrea de distribució, es troba conjuntament amb el seu parent comú Glottiphyllum depressum (que sol créixer a l'abric dels arbustos). Al sud de la seva àrea de distribució, se solapa amb l'àrea de distribució de Glottiphyllum fergusoniae, i a l'est de la seva àrea de distribució, amb Glottiphyllum surrectum.

## Taxonomia
Glottiphyllum suave va ser descrita per N.E.Brown i publicat a Mem. Bot. Surv. South Africa 2(1–2): 1–152(pt. 1), 1–270(pt. 2), a l'any 1987.
Etimologia
Glottiphyllum: nom genèric que prové del grec "γλωττίς" (glotis = llengua) i "φύλλον" (phyllos =fulla).
suave: epítet llati que significa "suau, agradable".
Sinonímia
- Glottiphyllum herrei L.Bolus[1][5]